# Пещеры Аурангабада

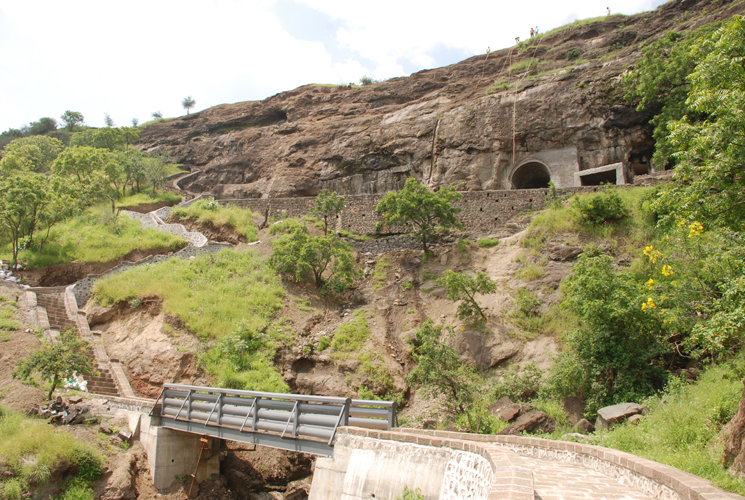
Пещеры Аурангабада

Пещеры Аурангабада (хинди औरंगाबाद गुफाएं араб. اورانجاباد الكهوف‎) — три сравнительно небольших комплекса буддийских пещерных храмов на север от города Аурангабад, районного центра в штате Махараштра в Индии.
Это примерно девять пещер, которые делят на западные и восточные. Почти все они были построены в VI—VIII веках в правление династий Вакатака и Чалукья. Все они идентифицируются как пещеры последователей Махаяны, кроме пещеры №4, которая считается храмом тхеравадинов, и №6, посвящённой Ганеше.
Со склона холма западных пещер (на северо-запад от города) открывается вид на мавзолей Биби-Ка-Макбара, в миниатюре воспроизводящий Тадж-Махал.